# Las Vegas Dealers
I Las Vegas Dealers sono stati una franchigia di pallacanestro della WBA, con sede a Las Vegas, nel Nevada, attivi nella stagione 1978-79.
Terminarono il loro unico campionato con un record di 24-24. Scomparvero alla fine della stagione.

## Stagioni
| Stagione | Lega | Denominazione     | V  | P  | %    | Piazzamento | Play-off |
| -------- | ---- | ----------------- | -- | -- | ---- | ----------- | -------- |
| 1978-79  | WBA  | Las Vegas Dealers | 24 | 24 | 50,0 | 5º          |          |